# Nyctemera coleta
Nyctemera coleta är en fjärilsart som beskrevs av Pieter Cramer 1781. Nyctemera coleta ingår i släktet Nyctemera och familjen björnspinnare. Inga underarter finns listade i Catalogue of Life.

## Bildgalleri

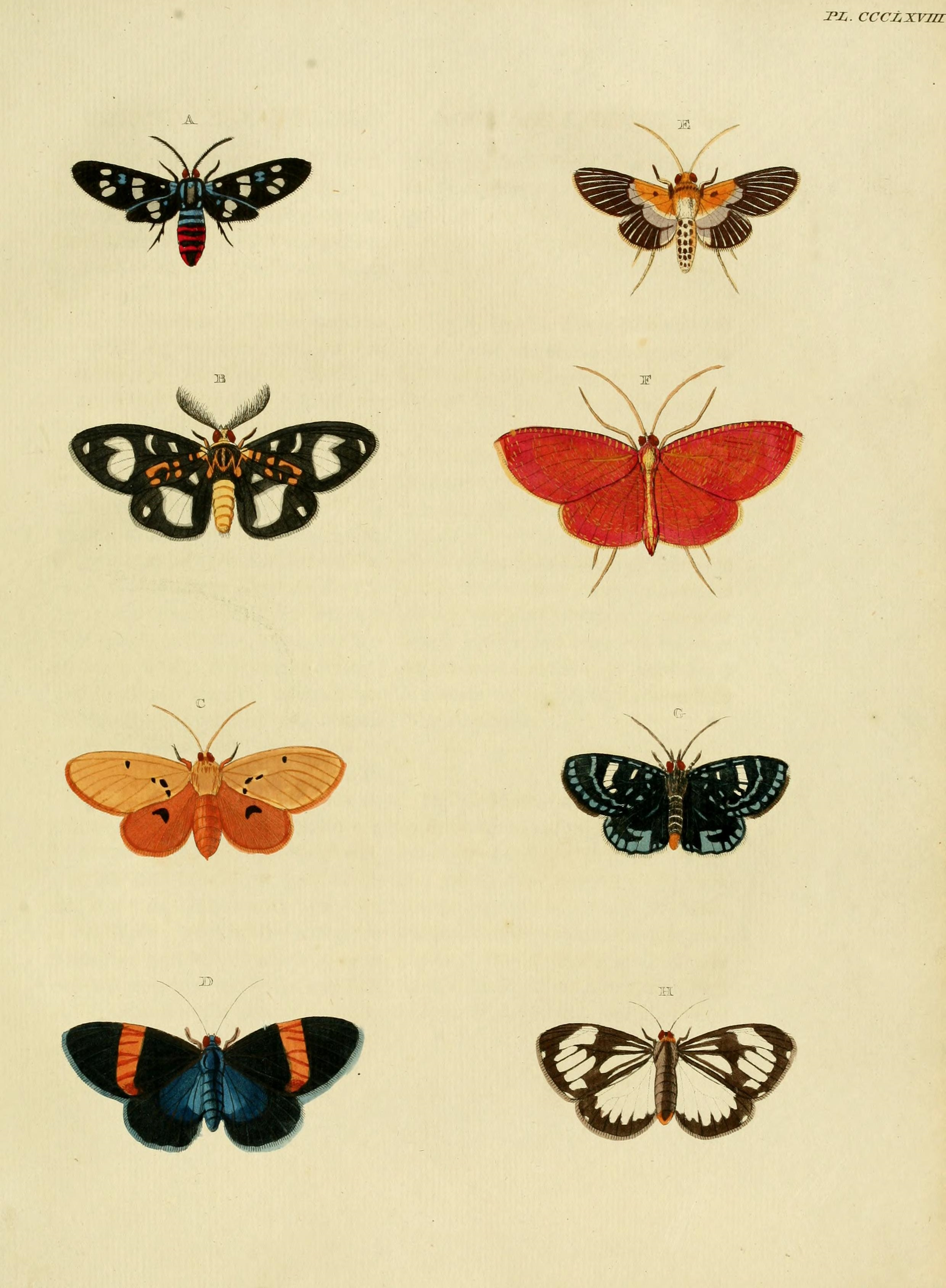
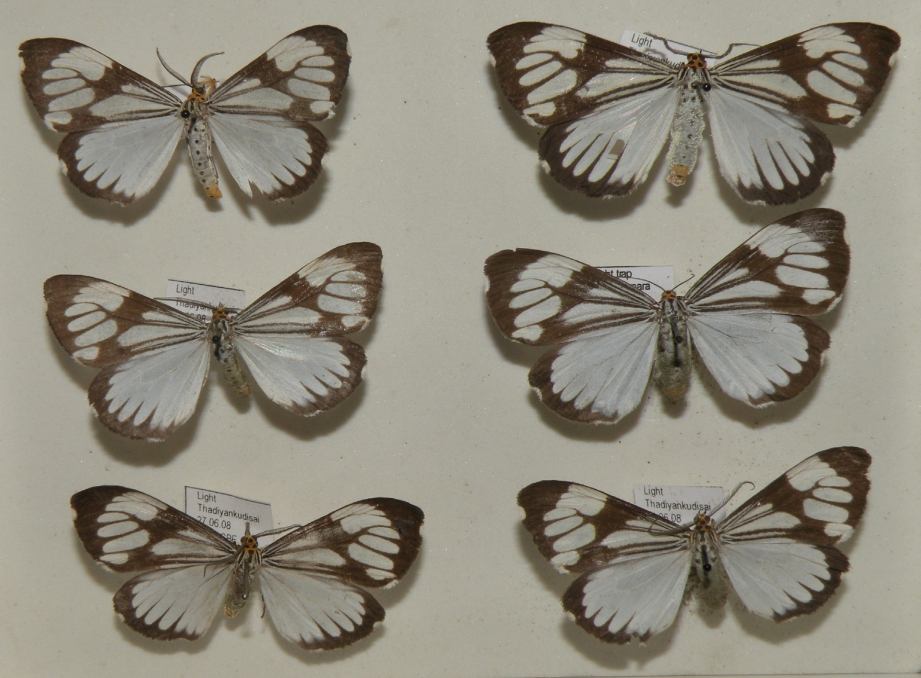
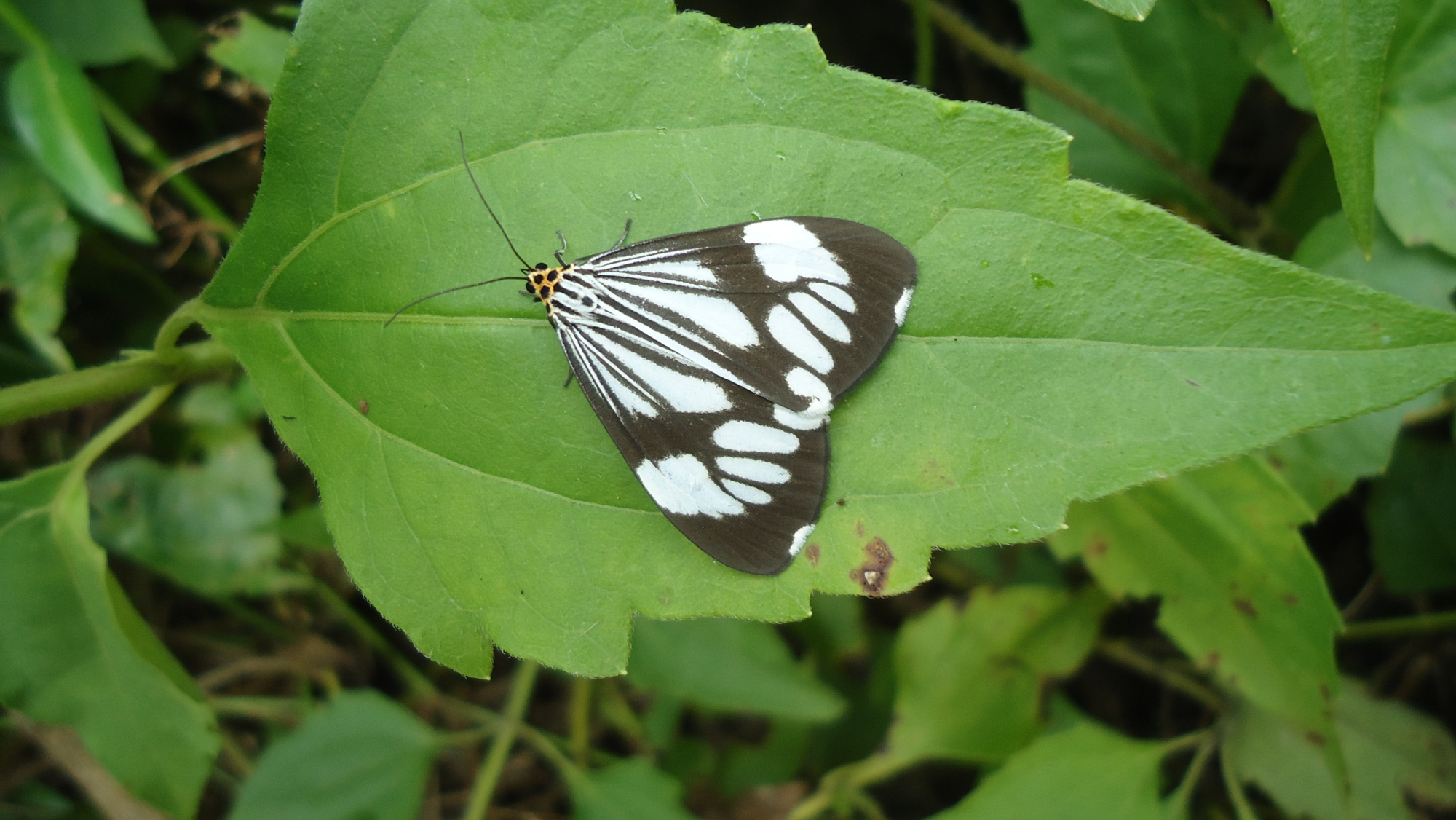
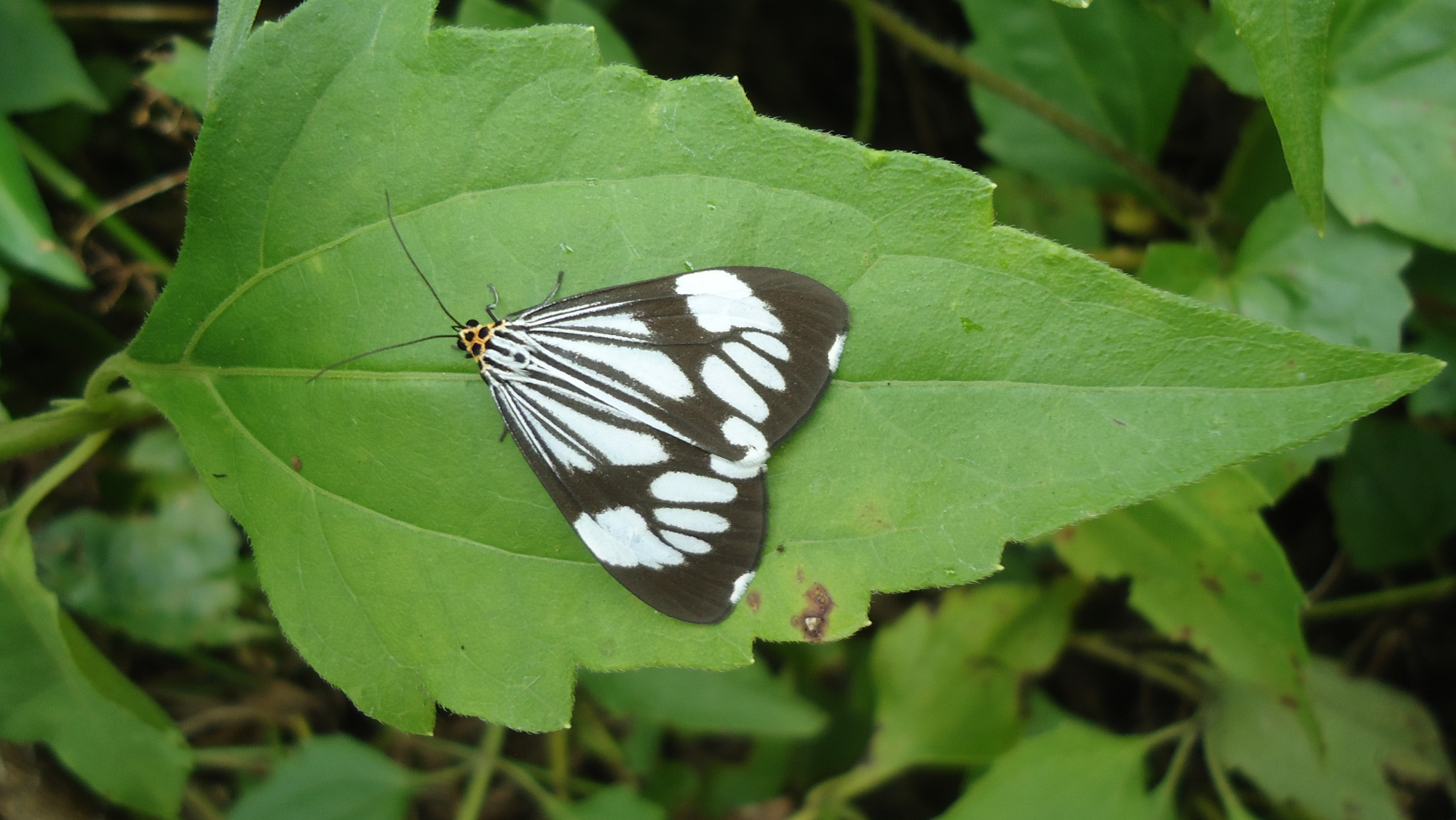
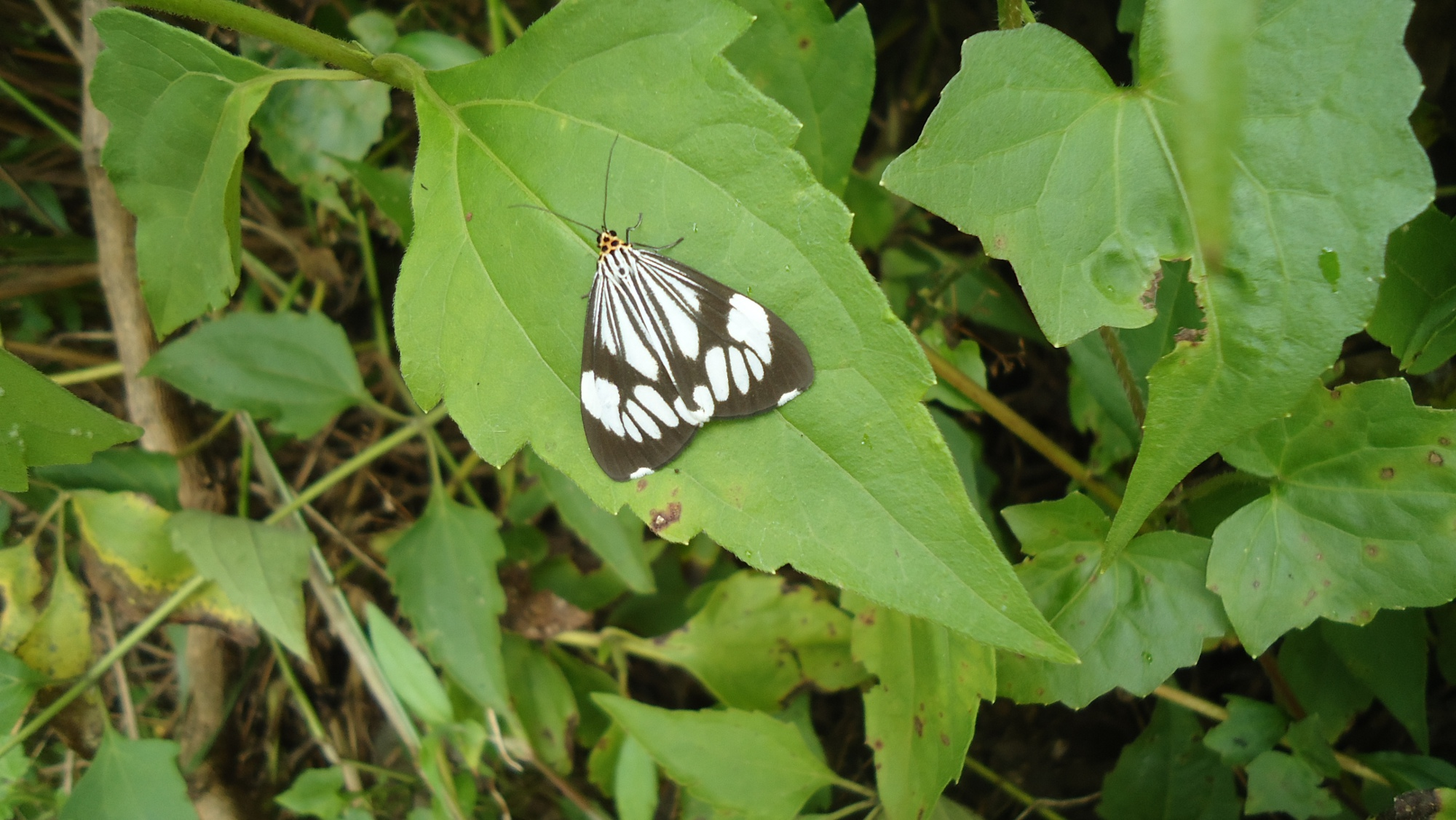
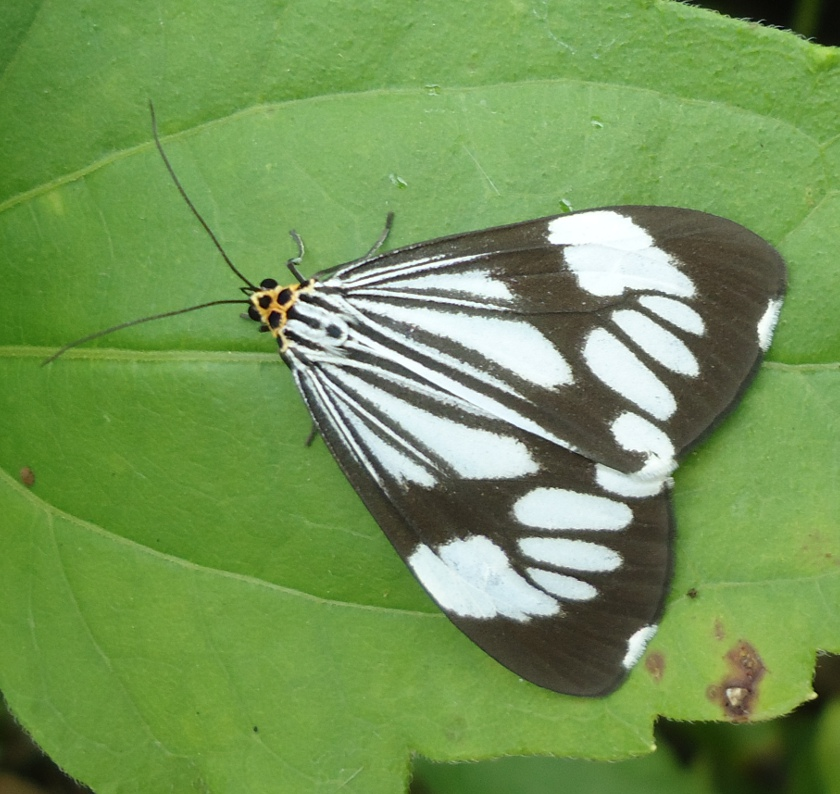